# Sindaci di Torre Annunziata
Di seguito l'elenco dei Sindaci, Podestà e Commissari Prefettizi che si sono succeduti a Torre Annunziata, dal 1696 ad oggi:

## Regno di Napoli (1696-1735)

### Periodo Asburgo di Spagna (1648-1700)
| Periodo | Periodo | Primo cittadino   | Partito | Carica  | Note |
| ------- | ------- | ----------------- | ------- | ------- | ---- |
| 1696    | 1697    | Francesco D'Auria |         | Sindaco |      |

### Periodo Borbone di Napoli (1734-1799)
| Periodo | Periodo | Primo cittadino    | Partito | Carica  | Note |
| ------- | ------- | ------------------ | ------- | ------- | ---- |
| 1734    | 1735    | Domenico Malacario |         | Sindaco |      |

## Regno delle Due Sicilie (1809-1815)

### Periodo Napoleonico (1809-1815)
| Periodo          | Periodo          | Primo cittadino          | Partito | Carica  | Note        |
| ---------------- | ---------------- | ------------------------ | ------- | ------- | ----------- |
| 2 gennaio 1809   | 31 dicembre 1809 | Gaito o Gaizo            |         | Sindaco | Universitas |
| 1º gennaio 1810  | 15 febbraio 1810 | Pascale Morrone          |         | Sindaco | Universitas |
| 16 febbraio 1810 | 13 giugno 1810   | Domenicantonio Savastano |         | Sindaco | Universitas |
| 16 giugno 1810   | 28 dicembre 1811 | Matteo Zappalà           |         | Sindaco | Universitas |
| 1º gennaio 1812  | 14 gennaio 1815  | Luigi Maria Gargano      |         | Sindaco |             |

## Regno di Napoli (1815-1818)

### Periodo Borbonico di Napoli (1815-1818)
| Periodo         | Periodo         | Primo cittadino    | Partito | Carica  | Note |
| --------------- | --------------- | ------------------ | ------- | ------- | ---- |
| 15 gennaio 1815 | 15 gennaio 1818 | Leonardo Savastano |         | Sindaco |      |

## Regno delle Due Sicilie (1818-1861)

### Periodo Borbonico di Napoli (1818-1861)
| Periodo           | Periodo           | Primo cittadino           | Partito | Carica            | Note   |
| ----------------- | ----------------- | ------------------------- | ------- | ----------------- | ------ |
| 20 gennaio 1818   | 17 giugno 1819    | Antonio Guglielmino       |         | Sindaco           |        |
| 18 giugno 1819    | 17 aprile 1821    | Domenico Gambardella      |         | Sindaco           | [ 21 ] |
| 18 aprile 1821    | 13 maggio 1822    | Luigi Maria Gargano       |         | Sindaco           | [ 25 ] |
| 14 maggio 1822    | 28 dicembre 1825  | Benedetto Paduano         |         | Sindaco           |        |
| 29 dicembre 1825  | 11 dicembre 1829  | Pietro Duchen             |         | Sindaco           |        |
| 14 dicembre 1829  | 8 ottobre 1831    | Luigi Bisogno             |         | Sindaco           |        |
| 11 ottobre 1831   | 20 dicembre 1831  | Francesco Formisano       |         | Sindaco           | [ 21 ] |
| 23 dicembre 1831  | 13 gennaio 1832   | Pasquale Paduano          |         | Sindaco           | [ 41 ] |
| 14 gennaio 1832   | 20 marzo 1832     | Francesco Formisano       |         | Sindaco           | [ 21 ] |
| 22 marzo 1832     | 31 dicembre 1834  | Gaetano Colavolpe         |         | Sindaco           |        |
| 1º gennaio 1835   | 31 dicembre 1837  | Nicolantonio Salvatore    |         | Sindaco           |        |
| 1º gennaio 1838   | 11 marzo 1838     | Francesco Ilardi          |         | Sindaco           | [ 21 ] |
| 12 marzo 1838     | 23 febbraio 1841  | Saverio Lauro             |         | Sindaco           |        |
| 24 febbraio 1841  | 31 dicembre 1843  | Giuseppe di Gennaro       |         | Sindaco           |        |
| 1º gennaio 1844   | 2 febbraio 1847   | Francesco Rotulo          |         | Sindaco           |        |
| 3 febbraio 1847   | 25 febbraio 1848  | Ferdinando Salvatore Dino |         | Sindaco           |        |
| 26 febbraio 1848  | 21 aprile 1848    | Francesco Ilardi          |         | Sindaco           | [ 21 ] |
| 22 aprile 1848    | 24 aprile 1848    | Filippo Cimmino           |         | Sindaco           | [ 41 ] |
| 25 aprile 1848    | 17 luglio 1848    | Giuseppe Vitiello         |         | Decurione anziano |        |
| 17 luglio 1848    | 16 settembre 1848 | Domenico Matrone          |         | Decurione anziano |        |
| 18 settembre 1848 | 9 aprile 1850     | Luigi Cesàro              |         | Sindaco           |        |
| 11 aprile 1850    | 11 aprile 1850    | Domenico Matrone          |         | Decurione anziano |        |
| 12 aprile 1850    | 16 ottobre 1850   | Francesco Paolo Duchen    |         | Sindaco           | [ 21 ] |
| 17 ottobre 1850   | 11 ottobre 1853   | Francesco Paolo Duchen    |         | Sindaco           |        |
| 14 ottobre 1853   | 21 ottobre 1853   | Raffaele Scognamiglio     |         | Sindaco           | [ 21 ] |
| 25 ottobre 1853   | 9 maggio 1856     | Francesco Rotulo          |         | Sindaco           | [ 25 ] |
| 10 maggio 1856    | 7 aprile 1860     | Luigi Maria Preta         |         | Sindaco           |        |
| 9 aprile 1860     | 4 agosto 1860     | Leopoldo Arcamone         |         | Sindaco           |        |
| 5 agosto 1860     | 11 maggio 1861    | Francesco Malcoffi        |         | Sindaco           |        |

## Regno d'Italia (1861-1946)

### Carica di Sindaco nominata (1861-1889)
| Periodo          | Periodo          | Primo cittadino           | Partito | Carica                          | Note   |
| ---------------- | ---------------- | ------------------------- | ------- | ------------------------------- | ------ |
| 12 maggio 1861   | 27 luglio 1861   | Federico Lauro            |         | Sindaco                         | [ 21 ] |
| 28 luglio 1861   | 6 aprile 1864    | Matteo Galdi              |         | Sindaco                         |        |
| 7 aprile 1864    | 27 maggio 1866   | Federico De Luca          |         | Sindaco                         |        |
| 28 maggio 1866   | 30 aprile 1867   | Luigi Stasi               |         | Regio Delegato Straordinario    |        |
| 1º maggio 1867   | 20 novembre 1867 | Ferdinando Salvatore Dino |         | Sindaco                         |        |
| 21 novembre 1867 | 6 marzo 1870     | Vincenzo Morrone          |         | Sindaco                         |        |
| 7 marzo 1870     | 5 settembre 1874 | Gaetano Fiorenza          |         | Sindaco                         |        |
| 6 settembre 1874 | 6 settembre 1879 | Vincenzo Gambardella      |         | Sindaco                         |        |
| 7 settembre 1879 | 10 ottobre 1884  | Ciro Ilardi               |         | Sindaco                         |        |
| 11 ottobre 1884  | 20 ottobre 1886  | Giuseppe Avallone         |         | Sindaco                         |        |
| 30 ottobre 1886  | 31 luglio 1889   | Ciro Ilardi               |         | Sindaco                         | [ 25 ] |
| 1º agosto 1889   | 20 novembre 1889 | Aldo Goretti              |         | Regio Commissario Straordinario |        |

### Carica di Sindaco elettiva (1889-1927)

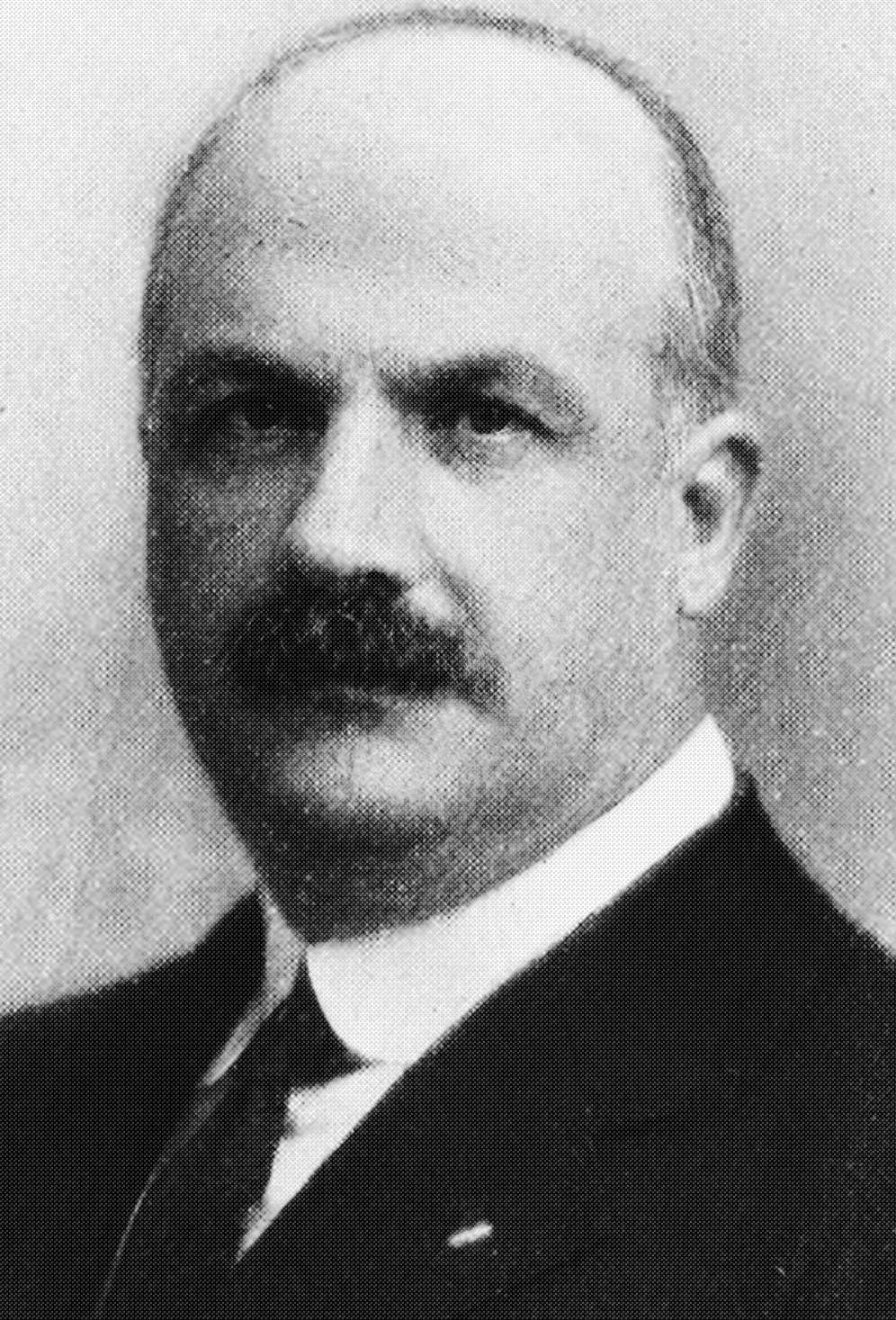
Pelagio Rossi, Sindaco per 4 mandati non consecutivi, tra il 1903 ed il 1924, nonché Podestà dal 1929 al 1931

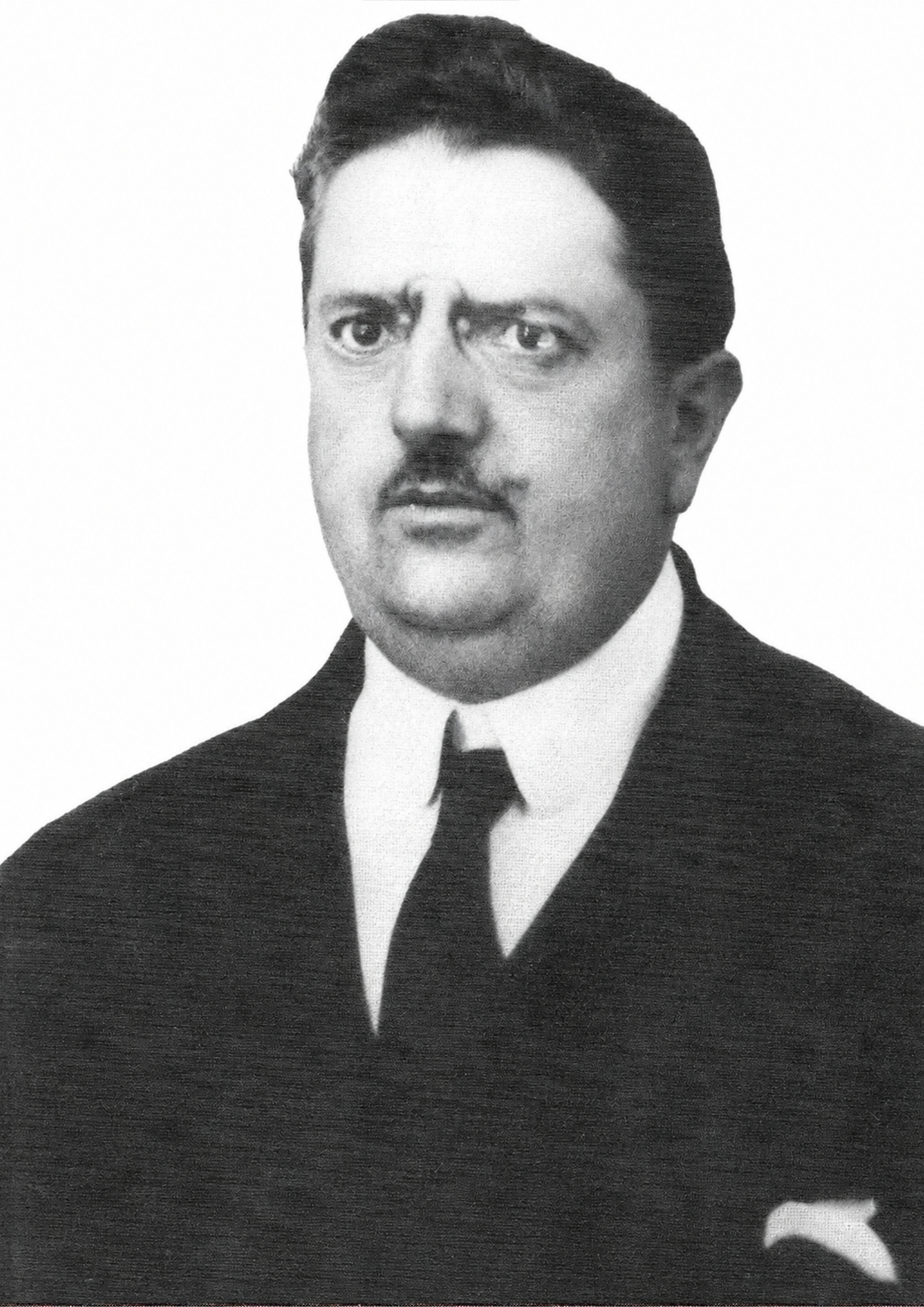
Gino Alfani, Sindaco di Torre Annunziata dal 18 novembre 1920 all'8 ottobre 1922

| Periodo           | Periodo           | Primo cittadino            | Partito | Carica                          | Note    |
| ----------------- | ----------------- | -------------------------- | ------- | ------------------------------- | ------- |
| 21 novembre 1889  | 8 gennaio 1890    | Gabriele Buoncore          |         | Sindaco                         |         |
| 9 gennaio 1890    | 6 settembre 1890  | Ciro Ilardi                |         | Sindaco                         | [ 106 ] |
| 6 settembre 1890  | 3 aprile 1891     | Agostino La Rana           |         | Sindaco                         |         |
| 4 aprile 1891     | 30 agosto 1892    | Giuseppe Avallone          |         | Sindaco                         | [ 25 ]  |
| 31 agosto 1892    | 4 dicembre 1892   | Assuero Carullo            |         | Regio Commissario Straordinario |         |
| 5 dicembre 1892   | 1º ottobre 1894   | Giuseppe Avallone          |         | Sindaco                         | [ 106 ] |
| 1º ottobre 1894   | 11 ottobre 1894   | Saverio Castrucci          |         | Regio Commissario Straordinario |         |
| 12 ottobre 1894   | 6 agosto 1895     | Giuseppe Calvino           |         | Regio Commissario Straordinario |         |
| 7 agosto 1895     | 12 marzo 1898     | Ciro Ilardi                |         | Sindaco                         | [ 107 ] |
| 13 marzo 1898     | 22 settembre 1898 | Diodato Sansone            |         | Regio Commissario Straordinario |         |
| 22 settembre 1898 | 1º settembre 1900 | Ciro Ilardi                |         | Sindaco                         | [ 108 ] |
| 2 settembre 1900  | 14 novembre 1900  | Giuseppe Pannunzio         |         | Regio Commissario Straordinario |         |
| 15 novembre 1900  | 22 gennaio 1901   | Ciro Ilardi                |         | Sindaco                         | [ 109 ] |
| 23 gennaio 1901   | 24 luglio 1902    | Giuseppe Amodio            |         | Sindaco                         |         |
| 25 luglio 1902    | 30 novembre 1902  | Alfredo Iossa              |         | Regio Commissario Straordinario |         |
| 1º dicembre 1902  | 20 giugno 1903    | Giuseppe Amodio            |         | Sindaco                         | [ 25 ]  |
| 21 giugno 1903    | 6 febbraio 1904   | Pelagio Rossi              |         | Sindaco                         |         |
| 7 febbraio 1904   | 17 agosto 1904    | Tommaso De Rosa            |         | Regio Commissario Straordinario |         |
| 18 agosto 1904    | 14 luglio 1905    | Ciro Ilardi                |         | Sindaco                         | [ 110 ] |
| 15 luglio 1905    | 25 febbraio 1906  | Federico Orsini            |         | Sindaco                         |         |
| 25 febbraio 1906  | 4 agosto 1906     | Antonio Amodio             |         | Sindaco                         |         |
| 5 agosto 1906     | 16 luglio 1909    | Pelagio Rossi              |         | Sindaco                         | [ 25 ]  |
| 17 luglio 1909    | 18 luglio 1910    | Amato Bonifacio            |         | Sindaco                         |         |
| 19 luglio 1910    | 10 gennaio 1914   | Pelagio Rossi              |         | Sindaco                         | [ 106 ] |
| 11 gennaio 1914   | 22 luglio 1914    | Raffaele Vigliarolo        |         | Regio Commissario Straordinario |         |
| 23 luglio 1914    | 10 dicembre 1918  | Vittorio Fiore             |         | Sindaco                         |         |
| 11 dicembre 1918  | 6 luglio 1919     | Adolfo Valentino           |         | Regio Commissario Straordinario |         |
| 7 luglio 1919     |                   | Raffaele Sodano            |         | Regio Commissario Straordinario |         |
|                   | 17 novembre 1920  | Luca Ghirelli              |         | Regio Commissario Straordinario |         |
| 18 novembre 1920  | 8 ottobre 1922    | Luigi Alfani               |         | Sindaco                         |         |
| 9 ottobre 1922    | 28 novembre 1922  | Oreste Lauro               |         | Commissario Prefettizio         |         |
| 29 novembre 1922  | 23 dicembre 1922  | Nicola Bartolomeo          |         | Commissario Prefettizio         |         |
| 24 dicembre 1922  |                   | Marcellino Lamarque        |         | Commissario Prefettizio         |         |
| 13 ottobre 1923   | 18 maggio 1924    | Pelagio Rossi              |         | Sindaco                         | [ 107 ] |
| 19 maggio 1924    | 18 gennaio 1926   | Francesco Gallo de Tommasi |         | Sindaco                         |         |
| 18 gennaio 1926   | 29 agosto 1927    | Angelo Cirillo             |         | Sindaco                         |         |

### Periodo dell'ordinamento podestarile (1927-1943)

Michele Caravelli, nominato Commissario Prefettizio dal C.L.N. e dagli alleati

| Periodo           | Periodo           | Primo cittadino        | Partito | Carica                  | Note    |
| ----------------- | ----------------- | ---------------------- | ------- | ----------------------- | ------- |
| 30 agosto 1927    | 28 settembre 1928 | Vincenzo Perazzi       |         | Commissario Prefettizio |         |
| 29 settembre 1928 | 22 ottobre 1928   | Enrico Degli Atti      |         | Commissario Prefettizio |         |
| 23 ottobre 1928   | 25 febbraio 1929  | Nicola Internicola     |         | Commissario Prefettizio |         |
| 26 febbraio 1929  | 14 marzo 1931     | Pelagio Rossi          |         | Podestà                 | [ 108 ] |
| 15 marzo 1931     | 24 aprile 1932    | Roberto Brombeis       |         | Commissario Prefettizio |         |
| 25 aprile 1932    | 18 maggio 1934    | Angelo Cirillo         |         | Podestà                 | [ 25 ]  |
| 19 maggio 1934    | 22 settembre 1934 | Giuseppe Casella       |         | Commissario Prefettizio |         |
| 23 settembre 1934 | 20 dicembre 1936  | Gaetano Filippone      |         | Podestà                 |         |
| 21 dicembre 1936  | 30 novembre 1937  | Giuseppe Casella       |         | Commissario Prefettizio |         |
| 1º dicembre 1937  | 22 marzo 1938     | Roberto Fusco          |         | Commissario Prefettizio |         |
| 23 marzo 1938     | 12 febbraio 1941  | Giuseppe De Simone     |         | Podestà                 |         |
| 13 febbraio 1941  | 28 febbraio 1941  | Pietro Rizzo           |         | Commissario Prefettizio |         |
| 28 febbraio 1941  | 26 settembre 1941 | Felice Piciocchi       |         | Commissario Prefettizio |         |
| 27 settembre 1941 | 9 novembre 1943   | Carlo Emanuele Maresca |         | Podestà                 |         |

### Periodo costituzionale transitorio (1943-1946)
| Periodo          | Periodo        | Primo cittadino   | Partito | Carica                  | Note |
| ---------------- | -------------- | ----------------- | ------- | ----------------------- | ---- |
| 10 novembre 1943 | 8 maggio 1944  | Michele Caravelli |         | Commissario Prefettizio |      |
| 8 maggio 1944    | 12 luglio 1946 | Nicola Medici     |         | Sindaco                 |      |

## Repubblica Italiana (1946-oggi)

### Elezione consiliare del Sindaco (1946-1993)

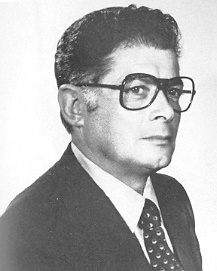
Luigi Matrone, Sindaco per 6 mesi nel 1965 e primo cittadino dal 1970 al 1975

| Periodo           | Periodo           | Primo cittadino     | Partito | Carica                  | Note    |
| ----------------- | ----------------- | ------------------- | ------- | ----------------------- | ------- |
| 13 luglio 1946    | 20 marzo 1947     | Alberto Nini        |         | Commissario prefettizio |         |
| 21 marzo 1947     | 6 luglio 1947     | Giuseppe Visconti   |         | Commissario prefettizio |         |
| 7 luglio 1947     | 24 agosto 1955    | Pasquale Monaco     | PCI     | Sindaco                 |         |
| 8 settembre 1955  | 27 luglio 1956    | Francesco Pinto     |         | Sindaco                 |         |
| 28 luglio 1956    | 10 agosto 1957    | Raul Modesti        |         | Commissario prefettizio |         |
| 10 agosto 1957    | 21 settembre 1961 | Luigi Lettieri      |         | Sindaco                 |         |
| 22 settembre 1961 | 24 agosto 1962    | Salvatore Varriale  |         | Commissario prefettizio |         |
| 24 agosto 1962    | 11 giugno 1964    | Luigi Lettieri      |         | Sindaco                 | [ 25 ]  |
| 12 giugno 1964    | 15 marzo 1965     | Giuseppe Capasso    |         | Sindaco                 |         |
| 16 marzo 1965     | 20 settembre 1965 | Luigi Matrone       | PCI     | Sindaco                 |         |
| 21 settembre 1965 | 13 gennaio 1968   | Luigi Lettieri      |         | Sindaco                 | [ 106 ] |
| 14 gennaio 1968   | 4 febbraio 1970   | Giovanni Quartuccio |         | Sindaco                 |         |
| 5 febbraio 1970   | 9 dicembre 1975   | Luigi Matrone       | PCI     | Sindaco                 | [ 25 ]  |
| 10 dicembre 1975  | 4 dicembre 1976   | Ciro Telese         |         | Sindaco                 |         |
| 5 dicembre 1976   | 25 novembre 1981  | Antonio Vitiello    |         | Sindaco                 |         |
| 25 novembre 1981  | 12 luglio 1985    | Domenico Bertone    | PSI     | Sindaco                 |         |
| 12 luglio 1985    | 28 febbraio 1986  | Beniamino Verdezza  |         | Sindaco                 |         |
| 28 febbraio 1986  | 29 gennaio 1988   | Salvatore Capasso   |         | Sindaco                 |         |
| 29 gennaio 1988   | 7 dicembre 1989   | Antonio Carotenuto  |         | Sindaco                 |         |
| 7 dicembre 1989   | 7 agosto 1990     | Carmine Di Leo      | PSI     | Sindaco                 |         |
| 7 agosto 1990     | 19 aprile 1991    | Michele Savino      | DC      | Sindaco                 |         |
| 19 aprile 1991    | 3 febbraio 1992   | Antonio Irlando     |         | Sindaco                 |         |
| 3 febbraio 1992   | 30 novembre 1992  | Michele Savino      | DC      | Sindaco                 | [ 25 ]  |
| 1º dicembre 1992  | 14 gennaio 1993   | Italia Fortunati    |         | Commissario prefettizio |         |
| 15 gennaio 1993   | 16 marzo 1993     | Michele Savino      | DC      | Sindaco                 | [ 106 ] |
| 17 marzo 1993     | 9 giugno 1993     | Luigi Bonifacio     |         | Sindaco                 |         |
| 9 giugno 1993     | 5 dicembre 1995   | Ennio Blasco        |         | Commissario prefettizio | [ 117 ] |

### Elezione diretta del Sindaco (1995-oggi)
| Nº | Sindaco        | Sindaco                                   | Mandato          | Mandato          | Partito                                                    | Coalizione                                                    | Coalizione                                                    | Elezione         | Elezione |
| Nº | Sindaco        | Sindaco                                   | Inizio           | Fine             | Partito                                                    | Coalizione                                                    | Coalizione                                                    | Elezione         | Elezione |
| -- | -------------- | ----------------------------------------- | ---------------- | ---------------- | ---------------------------------------------------------- | ------------------------------------------------------------- | ------------------------------------------------------------- | ---------------- | -------- |
| 1  |                | Francesco Maria Cucolo                    | 5 dicembre 1995  | 16 aprile 2000   | Partito Democratico della Sinistra Democratici di Sinistra |                                                               | L'Ulivo (PDS-PPI-PRC-FdV-Civiche)                             | 19 novembre 1995 |          |
| 1  | 16 aprile 2000 | Francesco Maria Cucolo                    | 12 maggio 2005   |                  | Partito Democratico della Sinistra Democratici di Sinistra | L'Ulivo (DS-Dem-PPI-SDI-PRI-PRC)                              | 16 aprile 2000                                                |                  |          |
| 2  |                | Luigi Monaco                              | 12 maggio 2005   | 22 gennaio 2007  | Democratici di Sinistra                                    |                                                               | L'Unione (DS-DL-IdV-UDEUR-MRE)                                | 3 aprile 2005    |          |
| –  |                | Marcello Palmieri                         | 22 gennaio 2007  | 30 maggio 2007   | Commissario prefettizio                                    | Giunta commissariata                                          | Giunta commissariata                                          |                  |          |
| 3  |                | Giosuè Starita                            | 30 maggio 2007   | 6 maggio 2012    | Partito Democratico Unione di Centro                       |                                                               | L'Unione (DS-DL-PSDI-IdV-PRC)                                 | 27 maggio 2007   |          |
| 3  | 6 maggio 2012  | Giosuè Starita                            | 25 luglio 2017   |                  | Partito Democratico Unione di Centro                       | ApI-UdC-Nuovo PSI-Civiche                                     | 6 maggio 2012                                                 |                  |          |
| 4  |                | Vincenzo Ascione                          | 25 luglio 2017   | 23 febbraio 2022 | Partito Democratico                                        |                                                               | PD-AP-UdC-Civiche                                             | 11 maggio 2017   |          |
| –  |                | Cinzia Guercio                            | 23 febbraio 2022 | 15 marzo 2022    | Commissario prefettizio provvisorio                        | Giunta commissariata                                          | Giunta commissariata                                          |                  |          |
| –  |                | Antonio D'Acunto                          | 15 marzo 2022    | 6 maggio 2022    | Commissario prefettizio                                    | Giunta commissariata                                          | Giunta commissariata                                          |                  |          |
| –  |                | Enrico Caterino Marco Serra Fernando Mone | 6 maggio 2022    | 1 luglio 2024    | Commissione straordinaria                                  | Scioglimento del consiglio comunale per infiltrazione mafiosa | Scioglimento del consiglio comunale per infiltrazione mafiosa |                  |          |
| 5  |                | Corrado Cuccurullo                        | 1º luglio 2024   | in carica        | Indipendente di centrosinistra                             |                                                               | PD-Azione-+Europa-Civiche                                     | 9 giugno 2024    |          |